# 金昶伯
金昶伯（？—），韩国曲棍球教练，曾任中国国家女子曲棍球队主教练，现任中国国家女子足球队黄队体能教练。他曾带领中国女曲获得2008年夏季奥林匹克运动会女子曲棍球比赛银牌，被称为“魔鬼教头”。